# Арсеньевская епархия

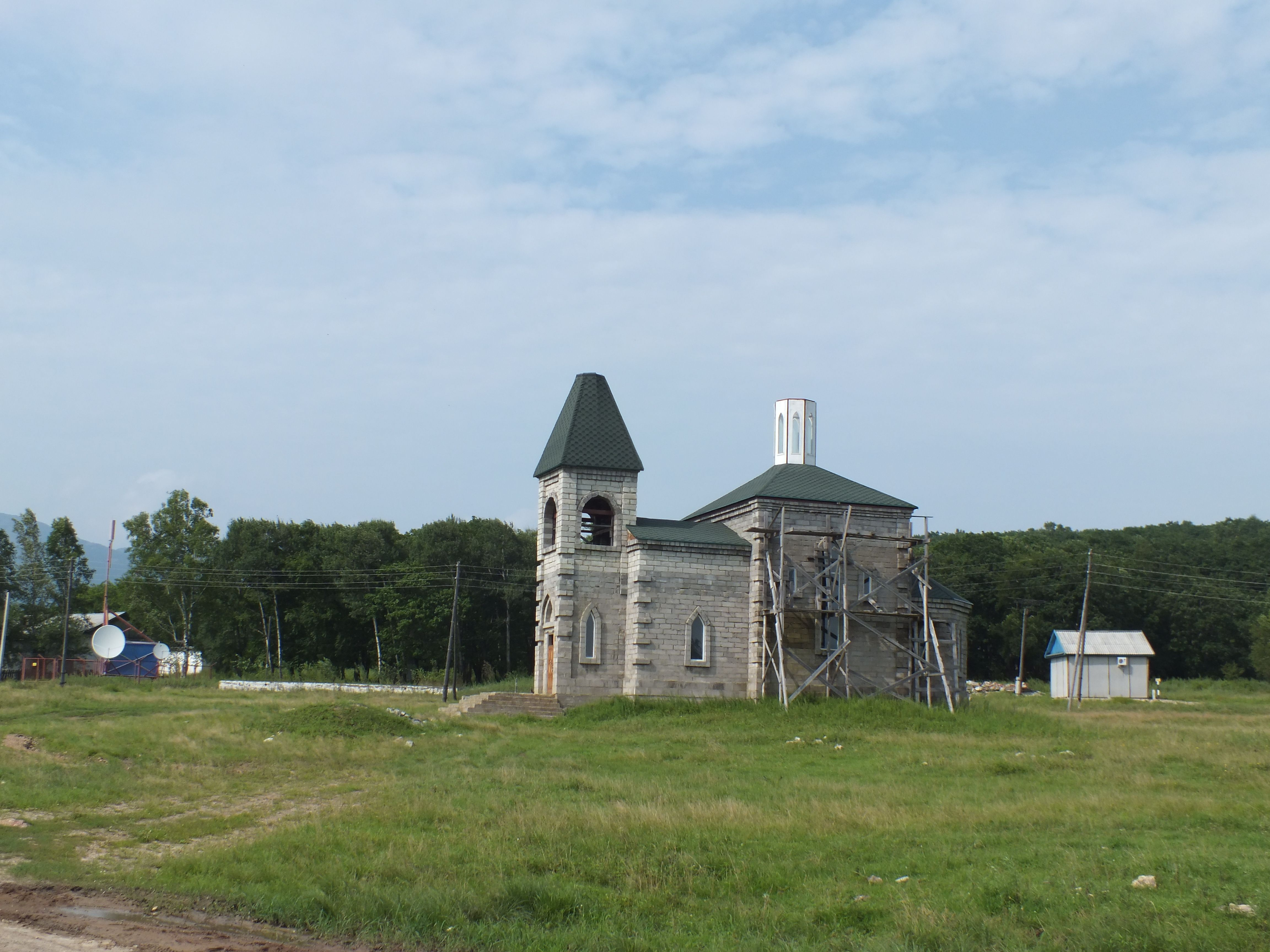
Строящийся храм в селе Богополь Кавалеровского района.

Арсе́ньевская епа́рхия — епархия Русской Православной Церкви, объединяющая приходы в восточной части Приморского края (в границах городов Арсеньев и Дальнегорск, а также Анучинского, Кавалеровского, Ольгинского, Тернейского, Чугуевского и Яковлевского районов). Входит в состав Приморской митрополии.

## История
Образована выделением из Владивостокской и Приморской епархии определением Священного синода от 27 июля 2011 года.
15 сентября 2011 года архиепископ Владивостокский и Приморский Вениамин официально открыл Арсеньевское епархиальное управление во временном помещении при Благовещенском соборе, а также утвердил избранный епархиальный совет.
6 октября 2011 года Арсеньевская, Владивостокская и Находкинская епархии включены в состав новообразованной Приморской митрополии.

## Епископы
- Вениамин (Пушкарь) (27 июля — 6 ноября 2011) в/у, митрополит Владивостокский
- Гурий (Фёдоров) (с 6 ноября 2011)

## Благочиния
Епархия разделена на 4 церковных округа:
- Арсеньевское благочиние
- Дальнегорское благочиние
- Кавалеровское благочиние
- Чугуевское благочиние